# Richard Hudson (político)
Richard Lane Hudson Jr. (Franklin, Virginia; 4 de noviembre de 1971) es un político estadounidense que se desempeña como representante de los Estados Unidos por el 9.º distrito congresional de Carolina del Norte desde 2023. Representó el 9.º distrito congresional de Carolina del Norte entre 2013 y ese año. Miembro del Partido Republicano, su distrito cubre una gran parte del área sur de Piedmont desde Concord hasta Spring Lake.

## Biografía

### Primeros años y educación
Nació en Franklin, Virginia, pero ha vivido en el área de Charlotte desde la infancia. Se graduó de Myers Park High School en 1990. Asistió a la Universidad de Carolina del Norte en Charlotte y se graduó de Omicron Delta Kappa en 1996 con una licenciatura en ciencias políticas e historia. También se desempeñó como presidente del cuerpo estudiantil y presidente de College Republicans, y fue miembro de la fraternidad social Kappa Alpha Order.

### Carrera
Activo en la política durante muchos años, se desempeñó como director de distrito del congresista Robin Hayes entre 1999 y 2005. En varios momentos, sirvió en el personal de los republicanos Virginia Foxx, John Carter y Mike Conaway. También se desempeñó como director de comunicaciones del Partido Republicano de Carolina del Norte a mediados de la década de 1990. En 1996, trabajó en la campaña para gobernador de Richard Vinroot y en 2008 como director de campaña para la candidatura a gobernador de Pat McCrory. Fue presidente de Cabarrus Marketing Group, una empresa de consultoría y marketing para pequeñas empresas que fundó en 2011 y disolvió tras su elección al Congreso.

### Cámara de Representantes de Estados Unidos
Según The Sandhills Sentinel, tiene una posición conservadora sobre el control de armas, se opone al aborto y ha sido "un destacado defensor de la reforma de los opioides".
En 2014, propuso prohibir a los funcionarios de la EPA utilizar los viajes en avión para viajes oficiales.
En 2015, copatrocinó una resolución para enmendar la Constitución para prohibir el matrimonio entre personas del mismo sexo.
Patrocinó un proyecto de ley para mejorar la seguridad del aeropuerto en reacción al tiroteo en el Aeropuerto Internacional de Los Ángeles en 2013.
Hudson apoyó la orden ejecutiva del presidente Donald Trump de 2017 para imponer una prohibición temporal de entrada a los Estados Unidos a ciudadanos de siete países de mayoría musulmana y dijo: "en un momento de graves amenazas a la seguridad, el presidente Trump tiene razón al detener el flujo de refugiados de países donde el terrorismo es rampante hasta que podamos examinarlos adecuadamente e implementar controles adicionales para las personas que viajan hacia y desde estos países".
Está a favor de derogar la Ley del Cuidado de Salud a Bajo Precio (Obamacare) y ha votado a favor de hacerlo.
El 6 de enero de 2021, fue uno de los 147 legisladores republicanos que se opusieron a la certificación de los votos electorales de las elecciones presidenciales de 2020 después de que una turba de partidarios de Trump irrumpiera en el Capitolio y forzara un receso de emergencia del Congreso. El 19 de mayo de 2021, él y los otros siete líderes republicanos de la Cámara votaron en contra de establecer una comisión nacional para investigar el ataque del 6 de enero de 2021 contra el complejo del Capitolio. Treinta y cinco miembros republicanos de la Cámara y los 217 demócratas presentes votaron para establecer dicha comisión.

### Vida personal
La esposa de Hudson, Renee, fue jefa de personal de Kellyanne Conway.